# Cuisine de Pékin

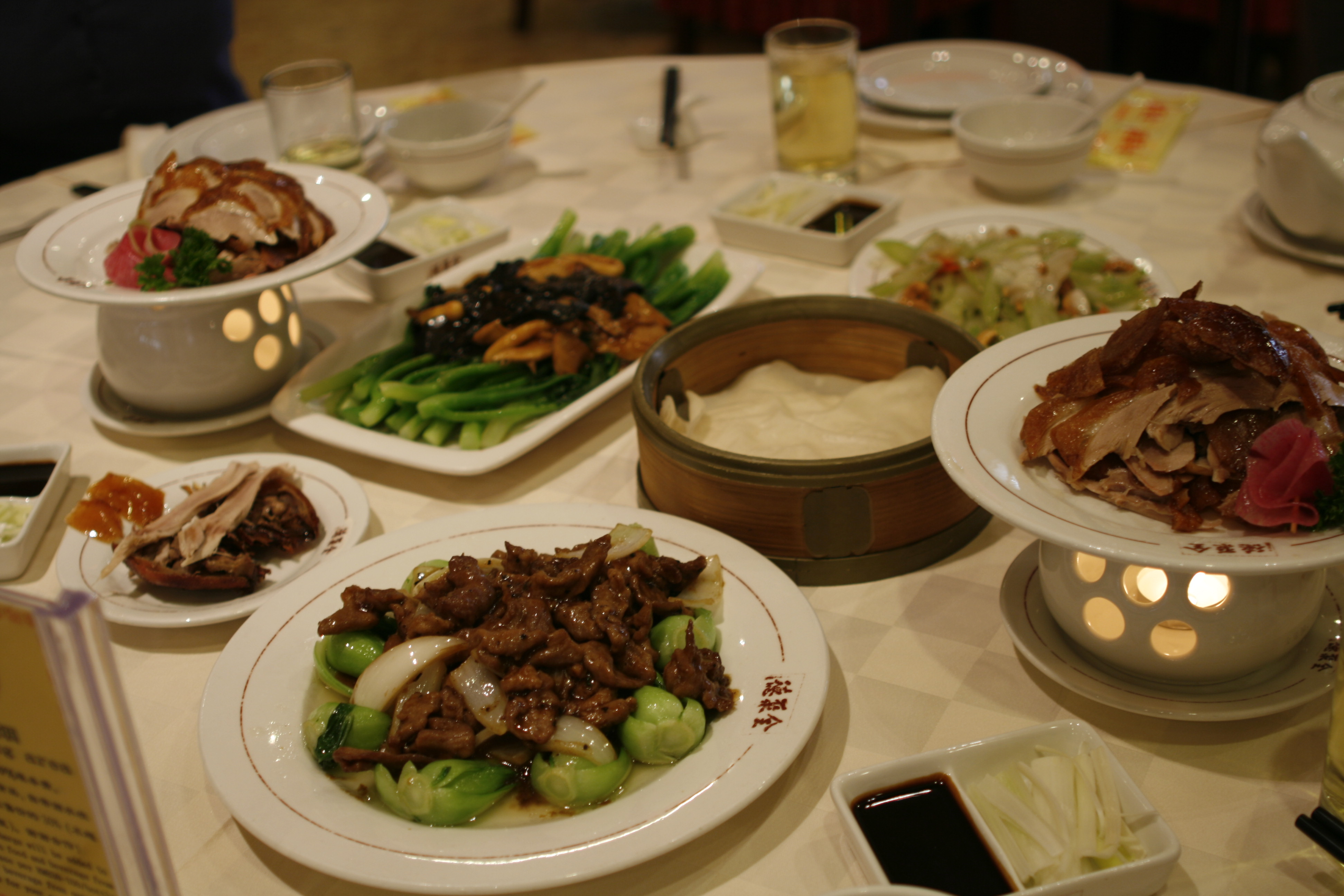
Repas complet à Pékin, avec notamment le canard laqué de Pékin.

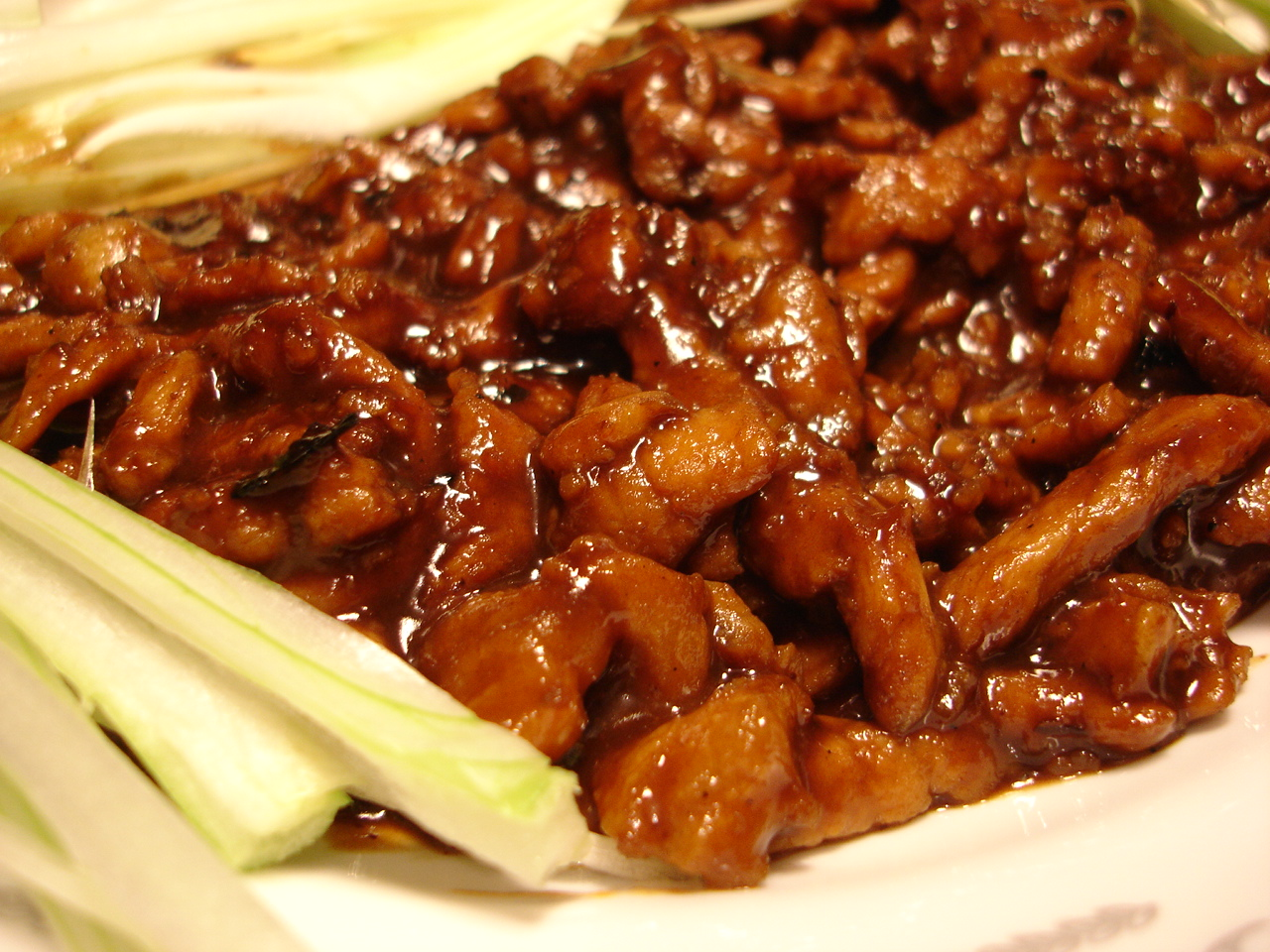
Porc pékinois à la sauce aux fèves douces.

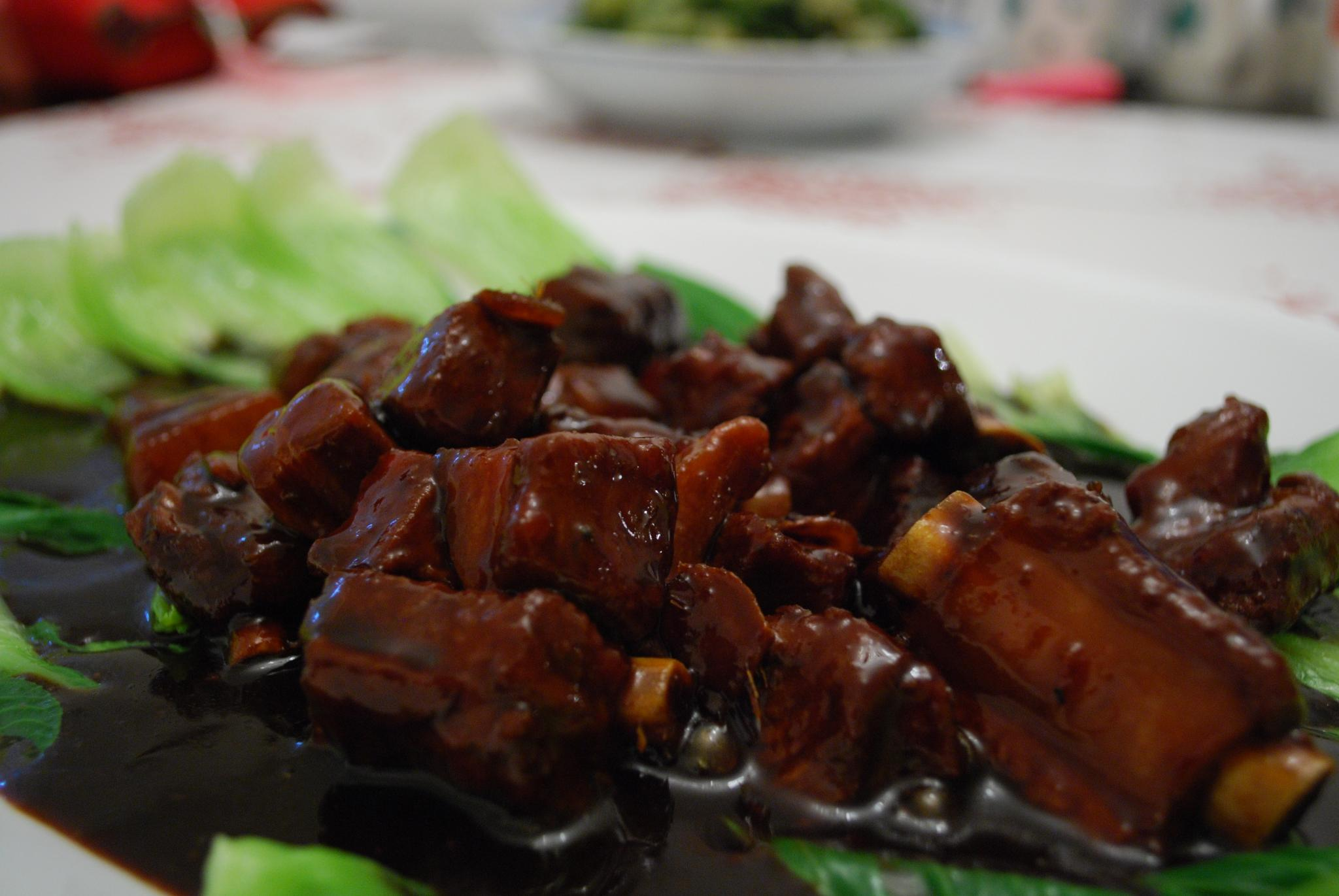
Travers de porc sauce aigre-douce.

La cuisine de Pékin est un style de cuisine connue sous le nom de jing (京菜, jīng cài), autrefois appelée cuisine mandarine ou impériale. Son nom est parfois associé à l’une des quatre grandes familles, groupant les huit grandes cuisines régionales de la Chine.
Pékin (北京, běijīng) est la capitale de la Chine à l'extrémité nord-est de la plaine du Nord de la Chine. Il y a des montagnes à l'ouest et au nord. La ville n'est pas très éloignée de la mer, mais celle-ci se trouve à l'est, alors que les vents dominants viennent plutôt de l'ouest. Pékin a été capitale de la Chine pendant la plupart du temps depuis le XIIIe siècle.
Puisque Pékin est la capitale depuis des siècles, sa cuisine a été influencée par les traditions culinaires de toute la Chine, mais la cuisine qui a exercé la plus grande influence est celle du Shandong. En retour, la cuisine de Pékin a influencé la cuisine du Dongbei dans le nord-est. L'expression « la cuisine de l’empereur » (御膳房, yù shàn fáng) est associée aux lieux à l’intérieur de la Cité interdite où des milliers de cuisiniers venant de partout en Chine démontraient leur expertise pour le plaisir de la famille royale et de sa suite. Il est donc parfois difficile de déterminer l’origine d’un plat, mais il est possible de faire quelques généralisations concernant la cuisine de Pékin.
- Le blé est omniprésent, le climat ne convenant pas à la culture du riz. Les nouilles et le pain, fabriqués avec la farine de blé, constituent la portion de féculents (饭, fàn) du repas.
- Le mouton est très populaire dû à l’influence des Mongols qui ont conquis la Chine au XIIIe siècle, établissant leur capitale à Pékin.
- Le bœuf est plus présent que dans les cuisines du sud.
- Les plats sont souvent des en-cas, vendus dans la rue ou dans des petites échoppes.
- Il y a un goût prononcé pour les racines et légumes aux saveurs fortes tels que le poivron, l’ail, le gingembre, le poireau, la civette et la coriandre. D'autres ingrédients très utilisés sont la pâte de soja foncée, la pâte, l’huile de sésame et le tofu fermenté (豆腐乳, dòufurǔ).

## Plats représentatifs
- Soupe aigre et piquante (酸辣汤, suānlà tāng)
- Gousses d'ail caramélisées (紅燒蒜頭, hóngshāo suàntóu)
- Canard laqué de Pékin à la sauce hoisin et crêpes (北京烤鸭, běijīng kǎoyā)
- Pékin barbecue (北京烤肉, běijīng kǎoròu)
- Fondue mongole (mouton) (涮羊肉, shuànyángròu)
- Travers de porc sauce aigre-douce (糖醋排骨, tángcù páigǔ)
- Porc mu shu à la sauce hoisin et crêpes (木须肉, mùxū ròu)
- Porc pékinois à la sauce aux fèves douces (京醬肉絲, jīng jiàng ròusī)
- Poisson aux cinq épices (五香鱼, wǔxiāng yú)
- Tomates frites rapidement avec œufs brouillés (西红柿炒鸡蛋, xīhóngshì chǎo jīdàn)
- Nouilles à la sauce épaisse (打卤面, dǎlǔmiàn)
- Jiaozi (饺子, jiǎozi) : ravioli chinois de Tianjin
- Chou à la moutarde (芥末墩, jiè mo dūn)
- Fruits de Pékin en conserve (果脯, guǒfǔ)
- Beignets de banane ou de pomme (拔丝香蕉, básī xiāngjiāo ou 拔丝苹果, básī píngguǒ)